# ارتباط فرانوری
ارتباط فرانوری (به انگلیسی: Superluminal communication) فرایند فرضی است که در آن اطلاعات با سرعت‌های سریع‌تر از نور منتقل می‌شود. توافق علمی فعلی این است که ارتباط سریعتر از نور ممکن نیست و تاکنون در هیچ آزمایشی به این هدف دست نیافته‌ایم.
ارتباط سریعتر از نور به جز ممکن است از طریق کرم‌چاله، احتمالاً غیرممکن است زیرا در نظریه‌ای هم‌وردایی لورنتز، این ممکن است برای انتقال اطلاعات به گذشته استفاده شود. این امر می‌تواند علت‌مندی را پیچیده کند، اما هیچ استدلال نظری به‌طور قطعی این امکان را رد نمی‌کند.
تعدادی نظریه و پدیده مرتبط با ارتباط سریعتر از نور پیشنهاد یا مطالعه شده‌اند، از جمله تاکیونها، نوترینوها، غیرمحلی بودن کوانتومی، کرم‌چاله، و تونل‌زنی کوانتومی.

## مکانیسم‌های پیشنهادی

نمودار فضا-زمان نشان می‌دهد که حرکت سریعتر از نور در زمینه نسبیت خاص به معنای سفر در زمان است. یک سفینه از زمین از نقطه A به C با سرعتی کمتر از نور حرکت می‌کند. در نقطه B، زمین یک تاکیون ارسال می‌کند، ذره‌ای که سریعتر از نور حرکت می‌کند اما در چارچوب مرجع زمین به سمت آینده می‌رود. این تاکیون به سفینه در C می‌رسد. سپس سفینه یک تاکیون دیگر به زمین از C به D ارسال می‌کند. این تاکیون نیز در چارچوب مرجع سفینه به سمت آینده حرکت می‌کند. این امر به‌طور مؤثر به زمین این امکان را می‌دهد که سیگنالی از B به D، در گذشته، ارسال کند.

### تاکیون‌ها
ذرات تاکیون ذرات فرضی هستند که سریع‌تر از نور حرکت می‌کنند و این احتمال وجود دارد که ارتباط سریع‌تر از نور را ممکن سازند. از آنجا که چنین ذره‌ای قوانین شناخته‌شده فیزیک را نقض می‌کند، بسیاری از دانشمندان وجود آنها را رد می‌کنند. در عوض، میدان تاکیونیک – میدان‌های کوانتومی با جرم موهومی –  وجود دارند و تحت برخی شرایط، سرعت گروهی فوق‌نور دارند. با این حال، چنین میدان‌هایی سرعت سیگنال لومنال دارند و امکان ارتباط سریعتر از نور را فراهم نمی‌کنند.

### غیرمحلی بودن کوانتومی
مکانیک کوانتوم غیرمحلی است به این معنا که سیستم‌های دورافتاده می‌توانند درهم‌تنیده شوند. حالت‌های درهم‌تنیده منجر به همبستگی در نتایج اندازه‌گیری‌های تصادفی می‌شوند، حتی زمانی که اندازه‌گیری‌ها تقریباً هم‌زمان و در نقاط دور از هم انجام شوند. غیرممکن بودن ارتباط سریعتر از نور باعث شد که اینشتین، پودولسکی و روزن پیشنهاد کنند که مکانیک کوانتوم باید ناقص باشد (به پارادوکس EPR مراجعه کنید).
با این حال، اکنون به خوبی درک شده است که درهم‌تنیدگی کوانتومی اجازه نمی‌دهد هیچ تأثیر یا اطلاعاتی به‌طور سریع‌تر از نور منتشر شود.
عملی، هرگونه تلاش برای مجبور کردن یکی از اعضای یک جفت ذره در هم‌تنیده به حالت کوانتومی خاص، درهم‌تنیدگی بین دو ذره را شکسته و از بین می‌برد. به عبارت دیگر، عضو دیگر جفت در هم‌تنیده به‌طور کامل از این اقدام "مجبور کردن" تأثیر نمی‌پذیرد و حالت کوانتومی آن تصادفی باقی می‌ماند؛ نتیجه مطلوبی نمی‌تواند در یک اندازه‌گیری کوانتومی کدگذاری شود.
از نظر فنی، مفروضه علیت میکروسکوپی در نظریه میدان کوانتومی آکسیوماتیک، امکان ارتباط سریعتر از نور با استفاده از هر پدیده‌ای که رفتار آن بتواند توسط نظریه میدان کوانتومی متعارف توصیف شود را غیرممکن می‌سازد. یک مورد خاص از این قضیه قضیه عدم ارتباط است که مانع از ارتباط با استفاده از درهم‌تنیدگی کوانتومی یک سیستم ترکیبی است که بین دو ناظر جدا شده فضایی مشترک است.